# Sé titular de Canas
A sé titular de Canas (em latim: Cannae; em italiano: Canne) é uma sé titular da Igreja Católica, representante da antiga Diocese de Canas.

## História
A diocese de Canas provavelmente surgiu no século IX, depois que Canosa foi destruída.
No século XII, tinha São Rogério como bispo.
Em 1355, o bispo Raynaldus, através da Universidade de Barletta, tentou conseguir a Sé de Canas para ser transladada para Barletta, mas o arcebispo de Trani se opôs junto à Santa Sé acusando o prelado de Canas de abusos contra sua jurisdição.
O Papa Martinho V, no entanto, com uma bula de 11 de dezembro de 1424, ordenou que as dioceses de Canas e Tranos fossem unidas; mas parece que essa bula não teve efeito. De fato, em 1455, Canas se juntou aeque principaliter com a arquidiocese de Nazaré.
Após a concordata entre Pio VII e Fernando I, em 27 de junho de 1818, a diocese de Canas foi suprimida com a bula De utiliori do próprio Papa Pio VII e seu território agregado ao da arquidiocese de Trani.
Hoje Canas sobrevive como o sé episcopal titular; o atual arcebispo titular, com título ad personam, é Alfio Rapisarda, núncio apostólico emérito em Portugal.

## Prelados

### Bispos de Canas
- Liberal † ?
- Félix † (cerca de 590 - 604) ?
- Pedro I † (mencionado em 867) ?
- Lúcido † (mencionado em 963) ?
- André † (1030 - 1051)
- Lojsius † (1067 - 1071)
- João I † (mencionado em 1071)
- São Rogério † (1100 - 1129)
- João II † (mencionado em 1129)
- Guimundo † (mencionado em 1138)
- Ricardo † (mencionado em 1147)
- Risando † (1147 - 1150)
- João III † (1167 - depois de 1179)
- Bonifácio † (1183 - 1189)
- Ajetardo † (1192 - 1196)
- Pasqual I † (mencionado em 1209)
- Artúrio † (1221 - 1246)
- Pedro de Carbonara † (1252 - ?)
- Pedro Cidoniola ou Pedro II da Cerignola † (1256 - 1261)
- Teobaldo, O.F.M. † (1266 - depois de 1290)
- Capisano † (mencionado em 1299)
- Opício † (1299 - 1301)
- Nicolau † (mencionado em 1304)
- Antônio † (1308 - ?)
- Pasqual II † (1318 - 1340)
- Reinaldo, O.P. † (1340 - 1368)
- João IV † (mencionado em 1376)
- Antônio Riccardi, O.E.S.A. † (1376 - ?)
- ângelo † (mencionado em 1384)
- Pedro IV † (1384 - 1398)
- Jacó † (mencionado em 1408)
- Ricardo de Galiberti † (1408 - 1439)
- Gioacchino Suhare † (1439 - 1440)
  - Mariano Orsini † (1441 - ?) (administrador apostólico)
  - Astorgio Agnesi † (1445 - 1448) (administrador apostólico)
- Giacomo de Aurilia, O.F.M. † (1449 - 1455)
  - Sé unida à arquidiocese de Nazaré (1455-1818)

### Arcebispos-titulares de Canas
- Giuseppe Carata † (1967 - 1971)
- Salvatore Delogu † (1972 - 1974)
- Joseph Marie Louis Duval (1974 - 1978)
- Alfio Rapisarda (desde 1979)